# Kalman Kahana
Kalman Kahana (hebrejsky  קלמן כהנא ‎;
31. května 1910 – 20. srpna 1991) byl izraelský rabín, novinář, dlouholetý politik a signatář izraelské deklarace nezávislosti. Jeho bratr Jicchak Kahan byl předsedou izraelského Nejvyššího soudu.

## Biografie

### Mládí
Narodil se v Haliči v Rakousku-Uhersku (oblast dnes se nacházející na Ukrajině). Studoval filosofii, semitské jazyky, historii a pedagogiku na Berlínské a Würzburské univerzitě a nakonec získal doktorský titul v oblasti filosofie. Následně studoval v Hildesheimerově rabínském semináři v Berlíně a stal se rabínem. Později stanul v čele berlínské studentské charedi organizace a byl členem Mladé Agudy.
Do britské Palestiny imigroval v roce 1938 a usadil se v kibucu Chafec Chajim. Po příjezdu do Palestiny se stal editorem deníku Ša'arim.

### Politická kariéra
Nedlouho poté se začal zajímat o politiku, stal se členem sekretariátu výkonného výboru strany Poalej Agudat Jisra'el a rovněž zasedl v ústředním výboru stejnojmenné mezinárodní organizace. Nakonec se stal předsedou federace.
Jeho pozice, coby vůdce největšího ultraortodoxního dělnického svazu, mu zajistila místo v prozatímní státní radě a stal se rovněž jedním ze signatářů izraelské deklarace nezávislosti.
Poprvé byl zvolen poslancem Knesetu v prvních parlamentních volbách v roce 1949 za Sjednocenou náboženskou frontu (alianci Agudat Jisra'el, Poalej Agudat Jisra'el, Mizrachi a ha-Po'el ha-Mizrachi). Ve volbách v roce 1951 strana Poalej Agudat Jisra'el kandidovala samostatně a získala dva poslanecké mandáty. Jeden připadl Kahanovi, jenž stranu vedl v parlamentu. Strana se stala součástí koaliční vlády premiéra Davida Ben Guriona a z Kalmana Kahany se stal náměstek ministra školství a kultury. Později strana pomohla sesadit třetí vládu, když se s premiérem střetla nad otázkou posilování náboženského vzdělávání. Přestože nebyla zastoupena ve čtvrté, páté, ani šesté vládě, Kahana si udržel svůj post náměstka ministra školství a kultury.
Před volbami v roce 1955 se Poalej Agudat Jisra'el sloučila se stranou Agudat Jisra'el a vytvořili Sjednocenou frontu Tóry. Kahana byl zvolen poslancem za novou stranu. Ta pod společným názvem kandidovala ještě v následujících volbách v roce 1959, avšak poté se během funkčního období Knesetu rozpadla.
V následujících volbách v letech 1961, 1965 a 1969 strana kandidovala samostatně a Kahana byl jejím předsedou. Po volbách v letech 1961 a 1965 si opět udržel svůj post náměstka ministra školství a kultury.
Před volbami v roce 1973 se opět spojily zmíněné dvě strany ve Sjednocenou frontu Tóry, nicméně během funkčního Knesetu se strana opět rozpadla. V následujících volbách Poalej Agudat Jisra'el získala již jen jeden poslanecký mandát, který připadl Kahanovi, jakožto předsedovi strany.
V příštích volbách v roce 1981 se již straně nepodařilo překročit volební práh a Kahana přišel o svůj poslanecký mandát. Odešel z politiky a o deset let později zemřel.